# Hammerich & Lesser
Hammerich & Lesser war ein deutsches Verlagshaus.
- Johann Friedrich Hammereich[1] Verlag

Johann Friedrich Hammerich (1763–1827) hatte 1789 einen Verlag gegründet. Politisch war Altona lange fortschrittlicher als die Nachbarstadt Hamburg. Von der milderen Pressezensur profitierte er. Hier erschienen zahlreiche Zeitschriften und Periodika. Der Verlag wurde unter dem Namen „Johann Friedrich Hammerich“ bis ca. 1850 geführt.
- Hammerich- und Heineking'sche Buchdruckerei

1811 begann Johann Friedrich Hammerich eine Zusammenarbeit mit Peter Hermann Heineking. Die Zusammenarbeit endete mit dem Tod von Hammerich. Heineking betrieb in den folgenden Jahren eine Gemäldehandlung. 1827 wurde die Buchdruckerei von Ernst Friedrich Hammerich und Wilhelm Boye Theodor Lesser übernommen und firmierte in den Folgejahren als
- Hammerich & Lesser.[4]

Inhaber war seit 1829 Wilhelm Boye Theodor Lesser. Unter dem Namen Theodor Lesser existierte auch eine Leihbibliothek.
- Königlich privilegierte Buchhandlung

Johann Friedrich Hammerich hatte 1789 in Altona eine Buchhandlung gegründet. Hier hatte 1813 Otto Karl Theodor Busch (1791–1825) als Gehilfe begonnen. 1819 verkaufte Hammerich Busch die Buchhandlung. Die Witwe von Theodor Busch führte die Buchhandlung bis 1827 und verkaufte sie an Karl Aue. Aue baute zusätzlich ein Verlagsgeschäft auf. 1841 verkaufte er die Buchhandlung an Carl Theodor Schlüter.
1909 wurde Hinrich Springer Teilhaber der Firma. Seit 1912 verlegte er die Wochenzeitung Altonaer Bürgerzeitung, seit 1924 die erfolgreichen Altonaer Nachrichten.
Wilhelm Boye Theodor Lesser hatte 1829 in erster Ehe Amalia Maria Caecilia Hammerich (1810–1831), der Tochter des Flensburger Kaufmanns Hinrich Wilhelm Hammerich, geheiratet. In zweiter Ehe hatte er 1837 Emilie Jensen geheiratet.